# Red River County
Das Red River County ist ein County im US-Bundesstaat Texas. Das U.S. Census Bureau hat bei der Volkszählung 2020 eine Einwohnerzahl von 11.587 ermittelt. Der Sitz der County-Verwaltung (County Seat) befindet sich in Clarksville.

## Geographie
Das County liegt im Nordosten von Texas am Red River der die Grenze zu Oklahoma bildet. Im Nordosten ist der Staat Arkansas etwa 10 km entfernt. Das Red River County hat eine Fläche von 2739 Quadratkilometern, wovon 19 Quadratkilometer Wasserfläche sind. Es grenzt an folgende Nachbarcountys:
| Choctaw County (Oklahoma) | McCurtain County (Oklahoma)   |               |
| Lamar County              |                               | Bowie County  |
| Delta County              | Franklin County, Titus County | Morris County |

## Geschichte
Das Red River County wurde noch in der Ära der Republik Texas am 14. Dezember 1837 per Erlass von Präsident Sam Houston aus Teilen des alten Red River Distrikts gebildet, während der Rest zum Fannin County wurde. Benannt wurde es nach dem Red River. Von 1840 bis 1846 wurden aus dem Original-County neun weitere gebildet. Seitdem hat das Red River County seine heutige Größe.

## Demografische Daten
Nach der Volkszählung im Jahr 2010 lebten im Red River County 12.860 Menschen in 5.297 Haushalten. Die Bevölkerungsdichte betrug 4,7 Einwohner pro Quadratkilometer.
Ethnisch betrachtet setzte sich die Bevölkerung zusammen aus 76,5 Prozent Weißen, 17,4 Prozent Afroamerikanern, 1,0 Prozent amerikanischen Ureinwohnern, 0,2 Prozent Asiaten sowie aus anderen ethnischen Gruppen; 1,8 Prozent stammten von zwei oder mehr Ethnien ab. Unabhängig von der ethnischen Zugehörigkeit waren 6,6 Prozent der Bevölkerung spanischer oder lateinamerikanischer Abstammung.
In den 5.297 Haushalten lebten statistisch je 2,41 Personen.
21,4 Prozent der Bevölkerung waren unter 18 Jahre alt, 57,5 Prozent waren zwischen 18 und 64 und 21,1 Prozent waren 65 Jahre oder älter. 51,3 Prozent der Bevölkerung war weiblich.

Das jährliche Durchschnittseinkommen eines Haushalts lag bei 33.191 USD. Das Prokopfeinkommen betrug 19.516 USD. 19,1 Prozent der Einwohner lebten unterhalb der Armutsgrenze.

## Kultur und Sehenswürdigkeiten

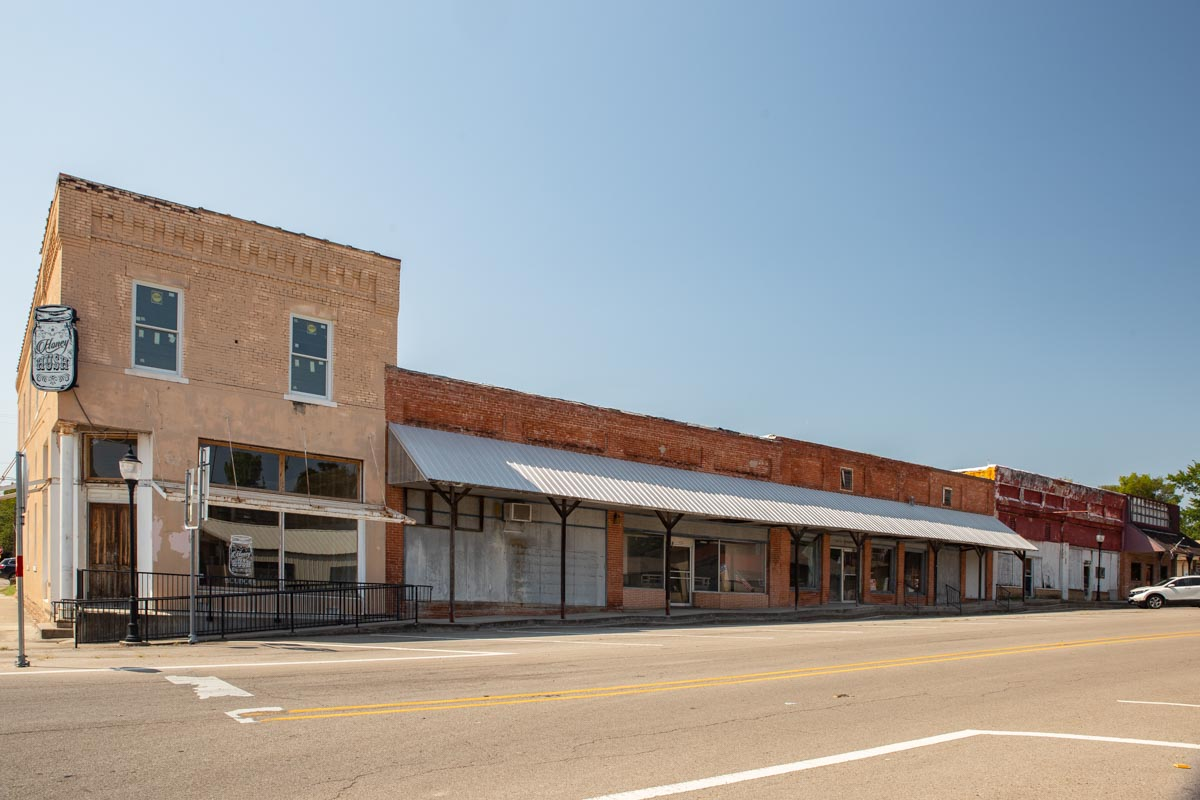
Bogota Historic District (2021). Dieser Bezirk ist seit September 2020 im NRHP eingetragen.

Zwei historische Bezirke (Historic Districts), drei Stätten und zwei Bauwerke des Countys sind im National Register of Historic Places („Nationales Verzeichnis historischer Orte“; NRHP) eingetragen (Stand 2. Dezember 2021), darunter das Red River County Courthouse.

## Städte und Gemeinden
| Citys - Bogata - Clarksville - Deport1 | Towns - Annona - Avery - Detroit |

Unincorporated Communitys
- Bagwell
- English
- Maple
- Negley

1 – teilweise im Lamar County

weitere Orte
- Acworth
- Addielou
- Albion
- Blakeney
- Boxelder
- Cuthand
- Davenport
- Dimple
- Fulbright
- Greenwood
- Halesboro
- Johntown
- Kanawha
- Kiomatia
- Lydia
- Mabry
- Manchester
- Peters Prairie
- Rosalie
- Rugby
- Shadowland
- Sherry
- Silver City
- Vandalia
- White Rock
- Woodland